# 991
Năm 991 là một năm trong lịch Julius.